# Delftia tsuruhatensis
Delftia tsuruhatensis es una especie de bacteria gramnegativa del género Delftia. Fue descrita en el año 2003. Su etimología hace referencia a la región de Tsuruhata, Japón. Es aerobia y móvil. Tiene un tamaño de 0,7-1,2 μm de ancho por 2,4-4,0 μm de largo. Crece de forma individual o en parejas. Temperatura de crecimiento entre 10-40 °C, óptima de 35 °C. Catalasa y oxidasa positivas. Se ha aislado de lodos activados.
Algunos estudios han observado que tiene capacidad para promover el crecimiento de plantas, inhibiendo patógenos y fijando el nitrógeno. Además, también tiene capacidad para degradar varios compuestos contaminantes como fenoles.

## Infecciones en humanos
Puede causar infecciones humanas. Se han descrito casos de bacteriemia y de infección respiratoria. Parece que los casos se relacionan con infecciones derivadas de los cuidados sanitarios. Por lo general, puede ser resistente a aminoglucósidos y β-lactámicos. Sensible a ceftriaxona, ertapenem, imipenem, quinolonas y macrólidos. Se ha aislado un bacteriófago lítico de esta especie, el RG-2014.